# Бібрас Натхо
Бібрас Натхо (івр. בִּיבְּרָס נַאתְכוֹ, адиг. Бибэрс Натхъо, нар. 18 лютого 1988, Кфар-Кама) — ізраїльський футболіст черкеського походження, півзахисник белградського «Партизана» та національної збірної Ізраїлю.

## Клубна кар'єра
Народився 18 лютого 1988 року в черкеському селі Кфар-Кама в нижній Галілеї. Вихованець футбольної школи клубу «Хапоель» з Тель-Авіва. Дорослу футбольну кар'єру розпочав 2006 року в основній команді того ж клубу, в якій провів чотири сезони, взявши участь у 92 матчах чемпіонату. Більшість часу, проведеного у складі тель-авівського «Хапоеля», був основним гравцем команди.
У березні 2010 року перейшов в казанський «Рубін». 14 березня 2010 року вийшов на заміну в матчі з «Локомотивом», «Рубін» виграв з рахунком 2:0. Перший гол забив «Амкару» 17 квітня 2010 року в 6-му турі Прем'єр-ліги. На думку вболівальників, став найкращим гравцем команди в 2011 році, випередивши у голосуванні нападника Гекденіза Караденіза і захисника Сальваторе Боккетті. В кінці 2013 року не продовжив контракт з казанським «Рубіном», на його рішення вплинуло звільнення з поста головного тренера Курбана Бердиєва. Загалом відіграв за казаньську команду 104 матчі в національному чемпіонаті, забивши 21 гол.
У січні 2014 року на правах вільного агента перейшов у грецький ПАОК до кінця сезону. Був визнаний найкращим гравцем команди в березні 2014 року
9 серпня 2014 року Натхо підписав чотирирічний контракт з московським ЦСКА. Дебютував на полі 17 серпня в столичному дербі проти «Спартака» (0:1), а свій перший гол за ЦСКА забив 23 серпня з пенальті у ворота свого попереднього російського клубу — «Рубіну» (1:2). 31 серпня 2014 року оформив свій перший в кар'єрі хет-трик у ворота «Ростова» (6:0).
Був одним з пенальтистів ЦСКА, більшість своїх голів забивав з пенальті, в яких мав високий відсоток реалізації — 90 %. З 10 пенальті за ЦСКА забив 9. 12 травня 2017 року став найкращим пенальтистом в історії армійців, обігнавши Дмитра Хомуху. Він покинув ЦСКА після закінчення свого контракту 2 червня 2018 року.

## Виступи за збірні
У 2004 році дебютував у складі юнацької збірної Ізраїлю, взяв участь у 30 іграх на юнацькому рівні, відзначившись 11 забитими голами.
Протягом 2007–2010 років залучався до складу молодіжної збірної Ізраїлю. На молодіжному рівні зіграв у 23 офіційних матчах, забив 5 голів.
3 березня 2010 року дебютував в офіційних іграх у складі національної збірної Ізраїлю в матчі проти Румунії. В цьому матчі він вийшов на заміну, замість Гіля Вермута. Свій перший гол за збірну забив 7 вересня 2012 року в матчі проти Азербайджану, відкривши рахунок у другому таймі. Наразі провів у формі головної команди країни 83 матчі, забивши 3 голи.

## Титули і досягнення
«Хапоель» (Тель-Авів)
- Володар Кубка Ізраїлю: 2006–07

 «Рубін»
- Бронзовий призер чемпіонату Росії: 2010
- Володар Кубку Росії: 2011/12
- Володар Суперкубка Росії: 2012

 ПАОК
- Бронзовий призер чемпіонату Греції: 2013/14

 ЦСКА
- Чемпіон Росії: 2015/16
- Срібний призер чемпіонату Росії (3): 2014/15, 2016/17, 2017/18
- Фіналіст Кубку Росії: 2015/16